# Windows Live
Windows Live var märkesnamnet på en uppsättning tjänster och mjukvaror av Microsoft. Många av dem var webbapplikationer, men det fanns även program som användaren kunde installera på sin dator. Ordet live är taget från engelskan och betyder på svenska direkt.

## Historia
Windows Live annonserades första gången 1 november 2005. Tjänsten kom i samband med Microsofts släpp av Windows Vista. Windows Live bestod till en början till stor del av MSN-tjänster som gjorts om och lanserats under Windows Live-flagg. MSN fortsatte dock existera vid sidan av Windows Live, men innehöll mest informativa onlinetjänster som nyheter och sport.
Under slutet av sommaren och under hösten 2012, i samband med RTM-släppet av Windows 8, så fasades Windows Live ut. De flesta av tjänsterna lanserades med nya utseenden under nya namn eller tog bara bort "Live" ur namnet.

## Tjänster vid nedläggningen
Följande tjänster fanns med i Windows Live-familjen vid nedläggningen.

### Onlinetjänster
| Tjänst                                               | Ersatt av/nytt namn           | Webbplats                              | Beskrivning                                                                       |
| ---------------------------------------------------- | ----------------------------- | -------------------------------------- | --------------------------------------------------------------------------------- |
| Windows Live Account                                 | Microsoft-konto               | account.live.com                       | En onlinetjänst med vars hjälp man kan uppdatera sina Windows Live-kontouppgifter |
| Windows Live Groups                                  | Grupper i SkyDrive            | groups.live.com                        | Ger användaren funktioner till att göra grupper som delar filer och diskuterar    |
| Windows Live Home                                    | —                             | home.live.com                          | Windows Lives centrala webbplats för alla dess produkter                          |
| Hotmail (tidigare Windows Live Hotmail)              | Outlook.com                   | mail.live.com                          | En webbmejl                                                                       |
| Windows Live Hotmail Calendar                        | Hotmail Calendar              | calendar.live.com                      | En kalender                                                                       |
| Windows Live ID                                      | Microsoft-konto               | login.live.com                         | Inställningar för sitt konto                                                      |
| Windows Live People (tidigare Windows Live Contacts) | Kontakter för Microsoft-konto | contacts.live.com                      | Kontaktbok                                                                        |
| Windows Live Photos                                  | SkyDrive                      | photos.live.com                        | En onlinetjänst för att hantera foton                                             |
| Windows Live Plug-ins                                | Ej ersatt                     | plugins.live.com                       | En webbplats med samlingar av tillägg för Windows Live-produkter                  |
| Windows Live Profile                                 | Profil för Microsoft-konto    | profile.live.com                       | Hantera din Windows Live-profil                                                   |
| Windows Live SkyDrive                                | SkyDrive                      | explore.live.com/windows-live-skydrive | Lösenordsskyddad fillagring och delning online                                    |

### Programvaror
| Tjänst                     | Ersatt av/nytt namn     | Webbplats                                   | Beskrivning                                                                    |
| -------------------------- | ----------------------- | ------------------------------------------- | ------------------------------------------------------------------------------ |
| Windows Live Essentials    | Windows Essentials      | explore.live.com/windows-live-essentials    | Installationshanterare för Windows Live-tjänster som inte är webbapplikationer |
| Windows Live Family Safety | Microsoft Family Safety | fss.live.com                                | Föräldrakontroll i likhet med Windows Vistas Family Safety-funktion            |
| Windows Live Mail          | Ej ersatt               | explore.live.com/windows-live-mail          | Ett e-postprogram                                                              |
| Windows Live Mesh          | SkyDrive för Windows    | devices.live.com                            | Synkronisering och delning av filer                                            |
| Windows Live Messenger     | Ej ersatt               | explore.live.com/windows-live-messenger     | Ett direktmeddelandeprogram                                                    |
| Windows Live Movie Maker   | Windows Movie Maker     | explore.live.com/windows-live-movie-maker   | En filmredigerare                                                              |
| Windows Live Photo Gallery | Windows Fotogalleri     | explore.live.com/windows-live-photo-gallery | En fotohanterare och fotoredigerare                                            |
| Windows Live Writer        | Ej ersatt               | writer.live.com                             | Program för bloggning                                                          |

### Söktjänst
Bing är en söktjänst av Microsoft som hade stark sammankoppling till Windows Live. Tidigare var tjänsten en del av Windows Live och hette Windows Live Search.

## Tjänster som lades ned innan hösten 2012
| Tjänst                              | Ersatt av/nytt namn                               | Beskrivning | Nedlagd           |
| ----------------------------------- | ------------------------------------------------- | --- | ----------------- |
| Windows Live Agents                 | —                                                 | Chattande robotar för Windows Live Messenger                                                                                             | 30 juni 2009      |
| Windows Live Alerts                 | —                                                 | Sände informationsuppdateringar till din e-post, mobil eller Messenger                                                                   | 30 september 2010 |
| Windows Live Call                   | —                                                 | | 1 juni 2010       |
| Windows Live Events                 | Windows Live Groups Windows Live Hotmail Calendar | Lät användaren planera händelser och dela dem med andra användare via Windows Live Calendar, Windows Live Spaces och Windows Live Alerts | 3 september 2009  |
| Windows Live Gallery                | Windows Live Plug-ins                             | En webbplats med samlingar av tillägg för Windows Live-produkter                                                                         | 1 oktober 2011    |
| Windows Live Onecare                | Microsoft Security Essentials                     | Säkerhetsprogramvara | 30 juni 2009      |
| Windows Live Onecare Safety Scanner | Microsoft Safety Scanner                          | Onlineskanner för att kolla en dators hälsa                                                                                              | 15 april 2011     |
| Windows Live Search Center          | Windows Search 4                                  | | 12 december 2006  |
| Windows Live Shopping               | MSN Shopping                                      | | 20 februari 2007  |
| Windows Live Spaces                 | Flyttades till Wordpress                          | Egen presentationssida med bland annat blogg                                                                                             | 16 mars 2011      |
| Windows Live Toolbar                | Bing Bar                                          | Ett verktygsfält med den tidigare söktjänsten Windows Live Search och knappar för snabb åtkomst till Windows Live-produkter              | 24 juni 2010      |
| Windows Live Translator             | Bing Translator                                   | Översätter texter och hemsidor | 3 juni 2009       |
| Windows Live TV                     | —                                                 | Ett program likt Windows Media Center | 24 juni 2008      |
| Windows Live Web Messenger          | Blev del av alla Windows Lives onlinetjänster     | Version av Windows Live Messenger direkt i webbläsaren                                                                                   | 30 oktober 2008   |